# Trần Anh Vinh (tướng)
Trần Anh Vinh (sinh 1954) là một tướng lĩnh trong Quân đội nhân dân Việt Nam, hàm Trung tướng, nguyên Tư lệnh Quân đoàn 1, nguyên Cục trưởng Cục Tác chiến, Bộ Tổng tham mưu Quân đội nhân dân Việt Nam.

## Thân thế và sự nghiệp
Ông sinh năm 1954, quê tại xã Hồng Thái Tây, thị xã Đông Triều, tỉnh Quảng Ninh.
Ông từng là Sư đoàn trưởng Sư đoàn 395, Quân khu 3, Chỉ huy Trưởng BCHQS thành phố Hải Phòng, Phó Tham mưu trưởng Quân khu 3..
Năm 2007, bổ nhiệm giữ chức Phó Tư lệnh kiêm Tham mưu trưởng Quân đoàn 1
Năm 2009, bổ nhiệm giữ chức Tư lệnh Quân đoàn 1
Năm 2010, bổ nhiệm giữ chức Cục trưởng Cục Tác chiến, Bộ Tổng Tham mưu Quân đội nhân dân Việt Nam
Năm 2014. ông nghỉ hưu.
Thiếu tướng (2008), Trung tướng (2013)

## Gia đình
Ông có vợ và 2 cô con gái.